# Одинцовское благочиние
Одинцовское благочиние — округ Одинцовской епархии Русской православной церкви, объединяющий приходы в пределах Одинцовского городского округа Московской области.
Образовано 23 сентября 1991 года путём выделения части приходов Можайского округа.
Благочиние объединяет (по сост. на сентябрь 2017) 50 приходов и 46 приписных к ним храмов и часовен.
Благочинный округа — иерей Григорий Федотов, настоятель Гребневского храма.

## Храмы благочиния
- Главный храм благочиния — Собор великомученика Георгия Победоносца (2004), город Одинцово
- Гребневской иконы Божией Матери (1802), город Одинцово
- Татианы Римской (проектируемый, построен временный храм) (2016), микрорайон Кутузовский, город Одинцово
- Спаса Нерукотворного Образа (2010), село Усово
- Николая Чудотворца (1865), село Аксиньино
- Спасский храм (1799), село Иславское
- Рождества Христова, село Каринское
- Святителя Николая (1807), село Луцино
- Крещения Господня (2001), село Жаворонки
- Покровский храм (1996), деревня Болтино
- Святого Князя Александра Невского (2000), город Голицыно
- Серафима Саровского (2000), город Голицыно
- Новомучеников и исповедников Российских (2002), посёлок Заречье

- Рождества Святого Пророка и Предтечи Иоанна (2003), посёлок Лесной Городок
- Рождества Христова (1759), посёлок Барвиха
- Рождества Христова, село Немчиновка
- Святого Пророка Илии (2003), посёлок Немчиновка-1
- Святого Вячеслава князя Чешского (1997), посёлок Новь
- Казанская церковь (1764), село Лайково
- Михаило-Архангельская церковь (2004), деревня Бушарино
- Покровская церковь (1807), село Акулово
- Преображенский храм (1595), посёлок Большие Вязёмы
- Спасская церковь (1697), село Уборы
- Троицкий храм (2006), село Козино
- Успенский храм (1885), село Шарапово
- Покрова Божией Матери (1873), село Локотня
- Рождества Пресвятой Богородицы (1879), село Дютьково
- Архистратига Божия Михаила (1887), село Михайловское
- Знамения Пресвятой Богородицы (1769), село Знаменское
- Николая Чудотворца (1680), село Сидоровское
- Покрова Божией Матери (1763), село Перхушково
- Покрова Божией Матери (1887), село Покровское
- Святителя Николая Мирликийского Чудотворца (1627), село Ромашково
- Святой Троицы (1824), деревня Назарьево
- Успения Богородицы (1729), село Успенское
- Никольский храм (2004), деревня Дарьино